# Hermann von Schrötter

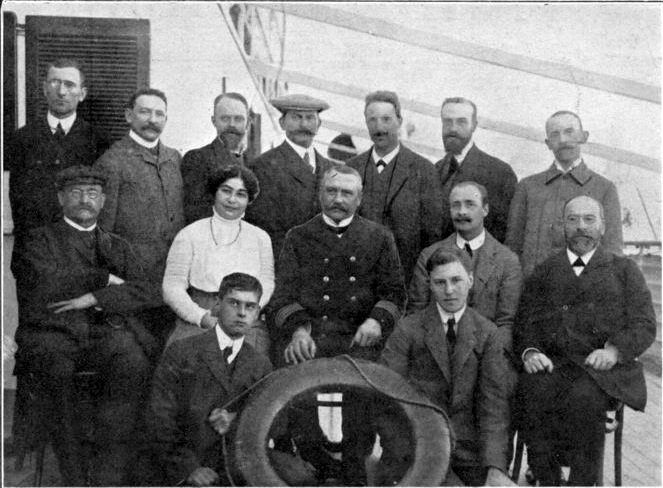
Hermann von Schrötter (hintere Reihe rechts) 1910 auf Teneriffa

Hermann von Schrötter, eigentlich Hermann Viktor Anton Thomas Schrötter von Kristelli, seit 1919 Hermann Viktor Anton Thomas Schrötter, (* 5. August 1870 in Wien; † 6. Januar 1928 in Wien) war ein österreichischer Physiologe und Mediziner. Er untersuchte die physiologischen Auswirkungen von Höhenwechseln, insbesondere die Luftdruckkrankheiten, und war ein Mitbegründer der Luftfahrtmedizin.

## Leben

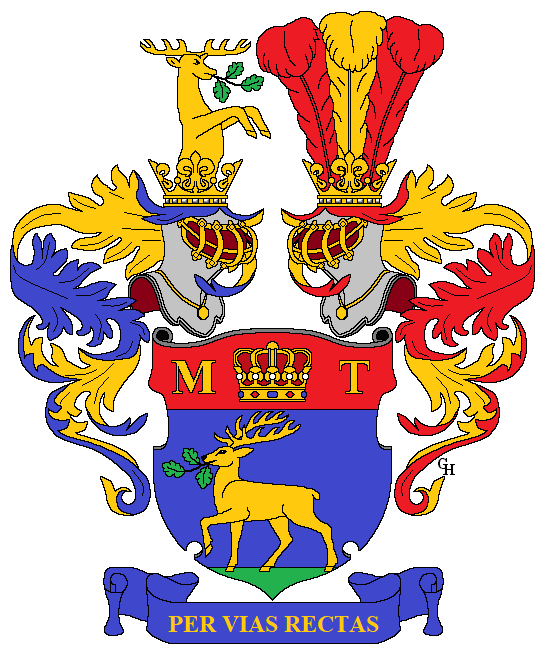
Wappen der Familie Schrötter von Kristelli

Hermann von Schrötter wurde 1870 in Wien als Sohn des bedeutenden Laryngologen Leopold Schrötter von Kristelli geboren. Sein Großvater war der Chemiker und Mineraloge Anton Schrötter von Kristelli, bekannt als Entdecker des roten Phosphors, der seit 1868 das österreichische Hauptmünzamt leitete. 
Nach dem Abschluss des Gymnasiums in seiner Heimatstadt studierte Schrötter an der Universität Wien sowie an der Universität Straßburg Medizin und Naturwissenschaften. Er promovierte 1894 zum Dr. med. und 1895 zum Dr. phil. Anschließend arbeitete er bis Ende 1895 am k.u.k. Garnison-Spital in Wien. In den folgenden zwei Jahren war er Operationszögling bei Carl Gussenbauer an der Medizinischen Universitätsklinik Wien und Assistent an der Internen Klinik seines Vaters. Ab 1895 betreute er zudem die Druckluftbaustelle für die Schleusenregulierungsarbeiten der Donau bei Nußdorf. 1896 unternahm Schrötter seine erste Ballonfahrt zum Studium der Höhenkrankheit, der weitere folgten. 1908 vertrat er Österreich auf dem Tuberkulosekongress in Washington.
Im Ersten Weltkrieg war er Sanitätsoffizier und ab 1916 Stabsarzt. Nach dem Kriegsende war er Direktor des Malariaspitals in Wieselburg. Nach seiner Entlassung aus dem Militärdienst leitete er die Lungenheilanstalt Alland, die sein Vater 1898 gegründet hatte. Nach eineinhalb Jahren wurde er ins Volksgesundheitsamt im Bundesministerium für soziale Verwaltung berufen. Er führte in Österreich die Jodierung von Speisesalz zur Kropfprophylaxe ein. 1922 nahm er als Delegierter Österreichs an der Sanitätskonferenz des Völkerbunds teil. 1925 habilitierte Schrötter sich für innere Medizin an der Universität Wien. Schwer lungenkrank trat er in den Ruhestand. Im selben Jahr ehelichte Schrötter die Konzert- und Oratoriensängerin Marguerite Alice Coroze (* 1887). 1928 verstarb Hermann von Schrötter an Lungentuberkulose.
Schrötter war viel auf Reisen. Im Winter 1909 begleitete er den Prinzen Georg Wilhelm von Braunschweig-Lüneburg auf einer Jagdreise an den oberen Nil. Im Frühjahr 1910 nahm er neben Nathan Zuntz, Arnold Durig und Joseph Barcroft an der von Gotthold Pannwitz geleiteten Teneriffa-Expedition teil. 1911 studierte er die klimatischen Verhältnisse in Dalmatien. Während der Balkankriege 1912 und 1913 arbeitete von Schrötter im Auftrag des Roten Kreuzes in Montenegro. Im Ersten Weltkrieg war er Sanitätschef eines Reservespitals in Jerusalem, osmanisches Mutesarriflik Jerusalem. Er war zudem in der Nähe von Beʾer Scheva eingesetzt. Am Anfang der 1920er Jahre reist er zu balneologischen Studien ans Tote Meer.

## Werk

### Caissonkrankheit
Hermann von Schrötter betätigte sich auf zahlreichen Gebieten der Medizin und der Physiologie. Sein erstes Interesse galt seit 1895 der Untersuchung und Bekämpfung der Caissonkrankheit. Während seiner Tätigkeit in Nussdorf studierte er die zahlreich aufgetretenen Erkrankungen und suchte nach Möglichkeiten der Therapie und Prophylaxe. Sein mit Richard Heller und Wilhelm Mager, ebenfalls Assistenzärzte an der Klinik Leopold von Schrötters, 1900 erschienener Bericht Luftdruckerkrankungen gilt als das grundlegende deutschsprachige Werk der Tauch- und Überdruckmedizin. Seit 1999 vergibt die Gesellschaft für Tauch- und Überdruckmedizin (GTÜM) den Heller-Mager-von Schrötter-Preis für die beste Originalarbeit aus dem Fachgebiet der Tauch- und Überdruckmedizin.

### Höhenphysiologie und Luftfahrtmedizin
Die beobachteten Probleme bei der Dekompression nach Tauchgängen führten Schrötter zu der Frage, ob ähnliche Symptome auch bei raschem Aufstieg in große Höhen, etwa bei Ballonfahrten, auftreten würden. Die Risiken von Hochfahrten waren bekannt, spätestens seit Gaston Tissandiers Fahrt mit dem Ballon Zénith auf 8.600 Meter Höhe, die seine zwei Begleiter 1875 das Leben gekostet hatte. 1896 und 1897 führte Schrötter gemeinsam mit Mager erste Ballonfahrten aus, um dabei auftretende Veränderungen im menschlichen Organismus zu studieren. Die erreichten Höhen von etwa 3.500 Metern waren für den Zweck aber noch zu gering. In dieser Zeit nahm Schrötter Kontakt zu den Berliner Meteorologen Richard Aßmann, Arthur Berson und Reinhard Süring auf, die in den 1890er Jahren zahlreiche wissenschaftliche Ballonhochfahrten durchführten. Im Juli 1901 stiegen Berson, Süring und Schrötter mit dem Ballon Preussen auf 7.450 Meter. Schrötter untersuchte Atemfrequenz, Blutdruck und Puls unter dem Einfluss der verminderten Sauerstoffzufuhr. Ergänzende Studien führte er mit den beiden Meteorologen im pneumatischen Kabinett des Jüdischen Krankenhauses in Berlin durch.
1902 nahm Schrötter an der dritten Tagung der Internationalen Kommission für wissenschaftliche Luftfahrt in Berlin teil. Er stellte hier eine Sauerstoffmaske für Ballonfahrer vor, die ein Regelungsventil für den Druck enthielt und das Gas zudem vorwärmte. Am Rande der Tagung unternahm er zwei Ballonfahrten, an denen neben Berson und Süring der Physiologe Nathan Zuntz teilnahm, der sich auf mehreren Expeditionen ins Monte-Rosa-Massiv ausführlich mit höhenphysiologischen Fragen beschäftigt hatte. Die Fahrten dienten einerseits der Erprobung der erwähnten Atemmaske, andererseits wurden umfangreiche Experimente zum Gasstoffwechsel und Untersuchungen des Blutes vorgenommen. Es handelte sich um die bis dahin umfangreichsten physiologischen Studien im Ballon. Am 24. Juni 1903 stiegen Berson und Schrötter mit dem Preussen auf 8.800 m auf, um die Verwendung von Druckflaschen mit flüssigem Sauerstoff zu erproben. Schrötter war nun derjenige lebende Ballonfahrer, der nach Berson und Süring die größte Höhe erreicht hatte.

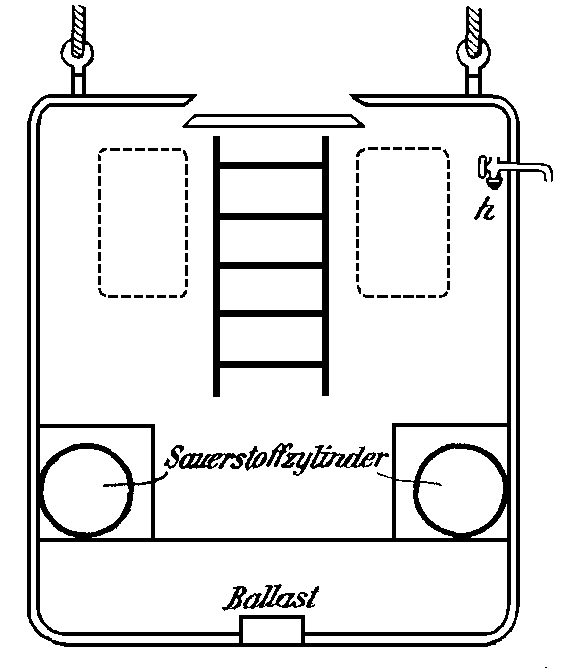
Schrötters Entwurf einer Druckkabine für Ballonfahrten

Bereits 1901 hatten Süring und Schrötter die Höhe abgeschätzt, ab der wegen des geringen Drucks auch die Atmung von reinem Sauerstoff  nicht mehr genügen würde, um den menschlichen Körper selbst bei absoluter Ruhe ausreichend zu versorgen. Das Ergebnis lag bei 12.500 Metern. Bei höheren Aufstiegen müsste der Druck künstlich erhöht werden. Auf der 232. Versammlung des Berliner Vereins für Luftschiffahrt am 16. November 1903 stellte Schrötter den Entwurf  eines hermetisch geschlossenen Korbs mit erhöhter Sauerstoffspannung vor, also einer Druckkabine für Ballonfahrer, wie sie 1931 erstmals Auguste Piccard bei seiner Stratosphärenfahrt benutzte.
1906 wurde Schrötters Arbeit Der Sauerstoff in der Prophylaxe und Therapie der Luftdruckerkrankungen auf der Mailänder Weltausstellung mit der Goldmedaille ausgezeichnet. 1912 erschien sein Hauptwerk Hygiene der Aeronautik und Aviatik, ein Klassiker der Luftfahrtmedizin. In drei umfangreichen Kapiteln behandelt es die Physiologie der Ballon- und Luftschifffahrt sowie des Motorflugs. Daneben wird ausführlich auf unfallmedizinische Aspekte eingegangen und eine medizinische wie auch technische Prophylaxe diskutiert.

### Lungenkrankheiten
Schrötter war ein Pionier der Bronchoskopie. Gemeinsam mit Adolf Loewy setzte er 1905 mit dem endobronchialen Katheter das erste Instrument zur Seitentrennung der Luftwege am Menschen ein. Er konnte als Erster in Wien Lungentumore diagnostizieren. Schrötter beschäftigte sich langjährig intensiv mit der Lungentuberkulose.

## Schriften
- mit R. Heller und W. Mager: Beobachtungen über physiologische Veränderungen der Stimme und des Gehörs bei Änderung des Luftdruckes. 1897.
- Zur Kenntnis der Bergkrankheit. 1899.
- mit R. Heller und W. Mager: Luftdruckerkrankungen. Mit besonderer Berücksichtigung der sogenannten Caissonkrankheit. 1900.
- Ueber eine seltene Ursache einseitiger Recurrenslähmung, zugleich ein Beitrag zur Symptomatologie und Diagnose des offenen Ductus Botalli. 1901.
- mit N. Zuntz: Ergebnisse zweier Ballonfahrten zu physiologischen Zwecken. 1902.
- mit A. Loewy: Untersuchungen über Blutcirculation beim Menschen. 1905.
- Klinik der Bronchoskopie. 1906
- Tagebuch einer Jagdreise an den oberen Nil. 1909.
- Hygiene der Aeronautik und Aviatik. 1912.
- Vorträge über Tuberkulose für Ärzte. 1913.
- Skizzen eines Feldarztes aus Montenegro. 1913.
- Klimatische Beobachtungen und Studien anläßlich der Landungsmanöver in Dalmatien, August 1911, nebst Notizen zur Hygiene des Marsches. 1921
- Das Tote Meer. Beitrag zur physikalischen Geographie und Balneologie mit Bemerkungen zur Flora der Ufergelände. 1924.
- Zur Kenntnis des Energieverbrauches beim Maschinenschreiben. 1925.
- Die Verbreitung des sogenannten endemischen Kropfes im schulpflichtigen Alter in den österreichischen Bundesländern. 1925.
- Zur Kenntnis der Frequenz der Geschlechtskrankheiten in Österreich, beurteilt nach dem Vorkommen rezenter Infektionen. 1926.
- mit A. Loewy: Über den Energieverbrauch bei musikalischer Betätigung. 1926.